# Ernst Brandes

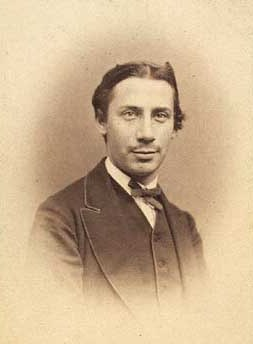
Ernst Brandes.

Ernst Immanuel Cohen Brandes, född den 1 februari 1844 i Köpenhamn, död där den 6 augusti 1892, var en dansk nationalekonomisk författare, bror till Georg och Edvard Brandes.
Brandes var börsmäklare, men drog sig tidigt tillbaka från affärslivet och sysselsatte sig i huvudsak med journalistisk verksamhet. I artiklar i "Politiken", "Tilskueren" och i den av honom under hans sista levnadsår redigerade "Københavns Børstidende" behandlade han särskilt frågor rörande bank- och börsväsendet. Hans 1885 utgivna större skrift Samfundsspørgsmaal består av två avsnitt, av vilka det ena behandlar den malthusianska befolkningsläran och den andra värdeläran och en mängd därmed i förbindelse stående fundamentala ekonomiska och sociala spörsmål. Medan det första avsnittet är mindre betydande, utmärker sig det andra inte endast genom sitt klara och livliga framställningssätt, utan också genom sina, från den allmänna skolekonomin avvikande, synpunkter, som, utan att vara absolut nya, dock har fått sin prägel av författarens individualitet.